# Mieczysław Romanowski

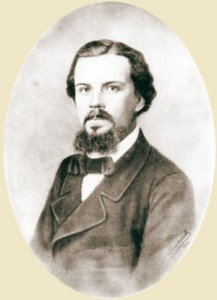
Mieczysław Romanowski.

Mieczysław Romanowski, född 12 april 1833 i Żukowie, död 24 april 1863 i Józefów, var en polsk skald.
Romanowski var anställd vid Ossolinska biblioteket i Lwów och medarbetare i "Dziennik literacki", stupade vid Jozefow under polska resningen, skrev historiska noveller och dikter, varibland den poetiska berättelsen Dziewce z Sącza (1861, Ungmön från Sandec) med ämne från det svenska kriget under Johan II Kasimir. Hans skådespel Popiel i Piast (1862) hör till den historiska dramatikens bättre alster i Polen. Hans samlade skrifter utkom 1883.